# غوما (بترون)
غوما هي إحدى القرى اللبنانية من قرى قضاء البترون في محافظة الشمال.

## الموقع
- المسافة من بيروت: 52 كلم
- الارتفاع عن سطح البحر: 440 م

## زراعات
التبغ، الزيتون، العنب

## اليانبيع
- نبع الدالة
- نبع الغواويت